# Kuwejckie Siły Powietrzne
Kuwejckie Siły Powietrzne (al-Quwwat al-Jawwiya al-Kuwaitiya) – dowództwo sił powietrznych znajduje się na terenie bazy lotniczej Al Mubarak Air Base, położonej na terenie portu lotniczego Kuwejt, reszta sił powietrznych stacjonuje w bazach lotniczych Ali as-Salim oraz Ahmed Al Jaber Air Base.

## Historia
19 czerwca 1961 roku Kuwejt stał się niepodległym państwem i od razu rozpoczęto formowanie własnych sił zbrojnych w tym sił powietrznych. Organizacja lotnictwa wojskowego spoczęła w głównej mierze na barkach byłego protektora Wielkiej Brytanii. Arabscy piloci szkoleni byli na jej terenie, a dostarczony do Kuwejtu sprzęt również pochodził ze Zjednoczonego Królestwa. Dzięki takiej polityce w drugiej połowie lat 60. XX wieku Kuwejt miał na swoim wyposażeniu nowoczesne jak na tamte czasy samoloty English Electric Lightning – 12 samolotów myśliwskich w wersji T.53K i 2 szkolno-bojowe T.55K (wycofane w 1977 roku), Hawker Hunter w wersji szturmowej FGA.57 i szkolno-treningowej T.67 oraz 12 samolotów BAC 167 Strikemaster w wersji Mk 83. W 1976 roku Kuwejckie Siły Powietrzne dokonały dużego zakupu sprzętu w Stanach Zjednoczonych, gdzie nabyły 36 samolotów szturmowych Douglas A-4 Skyhawk, oznaczonych później jako A-4KU i 6 szkolnych wersji TA-4KU. We Francji dokonano zakupu 18 myśliwców Dassault Mirage F1 w wersji F1CK. Dużą wagę przykładano (i przykłada się nadal) do szkolenia pilotów. Kuwejt wysyłał swoich pilotów na szkolenie do Wielkiej Brytanii, Stanów Zjednoczonych, Francji, Arabii Saudyjskiej, a także szkolił ich na własnym terenie przy użyciu zakupionych w latach 1980. samolotów Hawk 64 i Tucano 52. Te ostatnie dostarczono dopiero po zakończeniu wojny z Irakiem.

### I wojna w Zatoce Perskiej

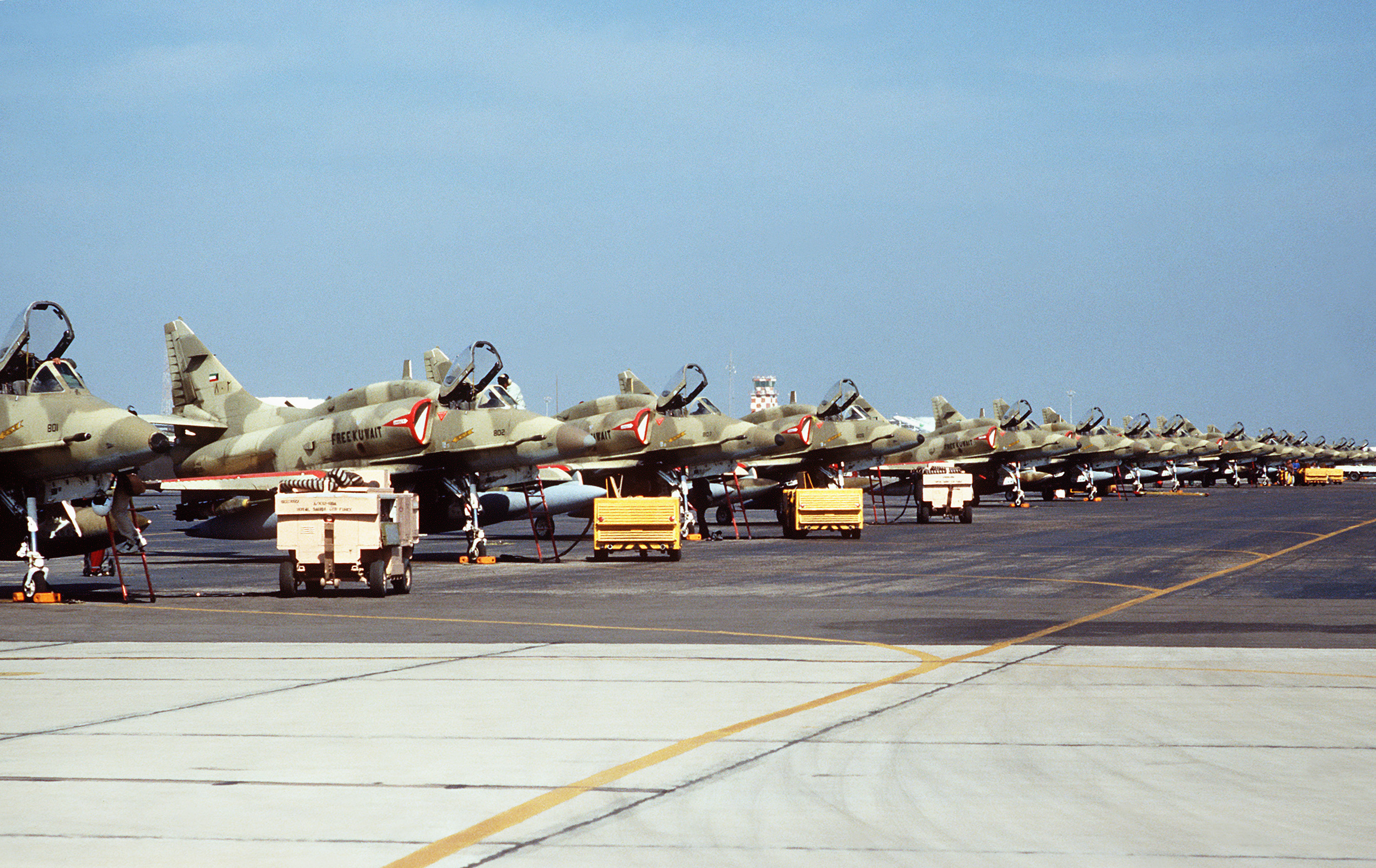
Kuwejckie A-4KU w 1991 roku

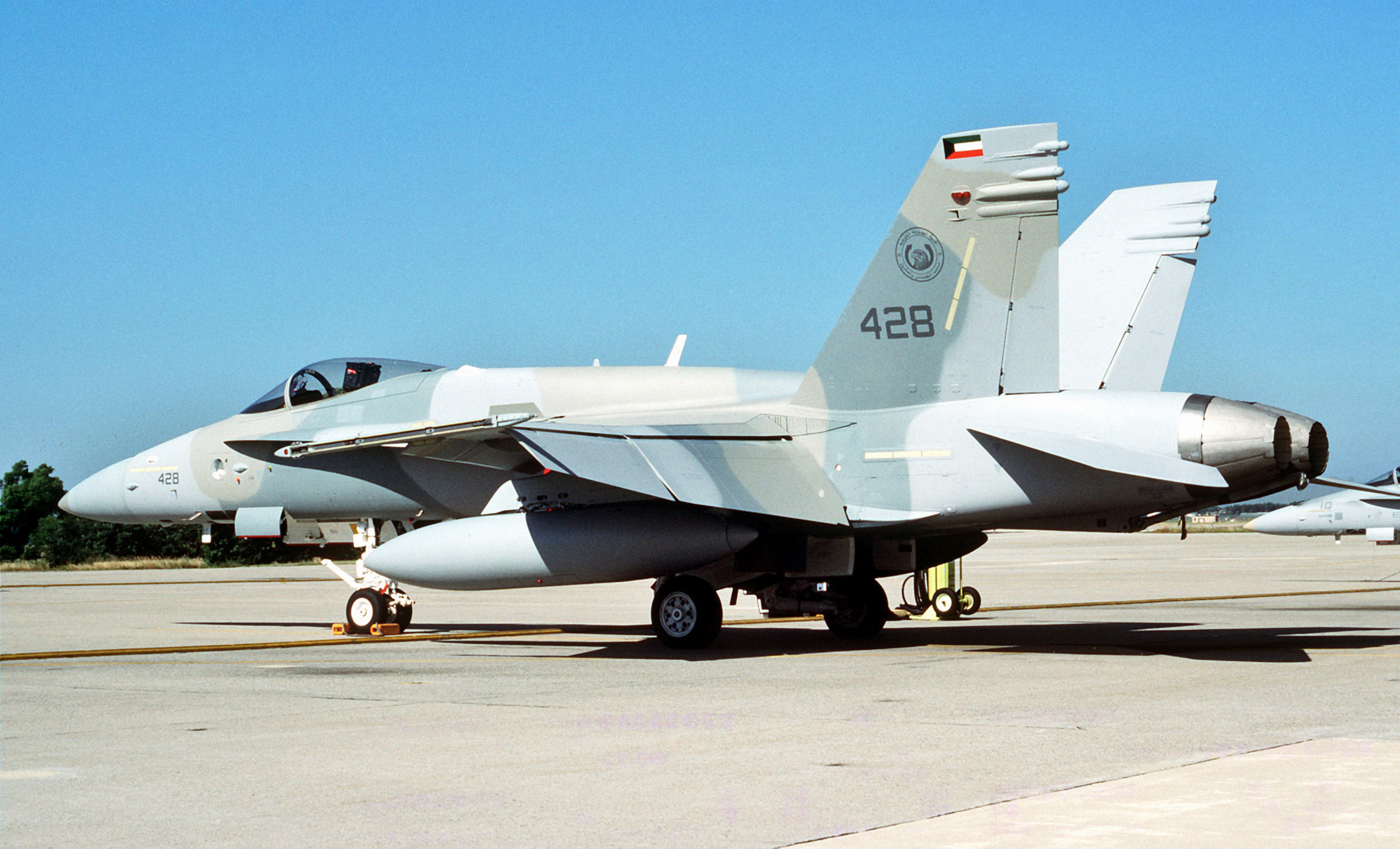
Kuwejcki F/A-18C

2 sierpnia 1990 roku Irak zaatakował Kuwejt, rozpoczynając I wojnę w Zatoce Perskiej. Władze Kuwejtu schroniły się na terytorium Arabii Saudyjskiej, tam również schroniła się część sił powietrznych, która zdołała uciec po irackim ataku. W przeddzień ataku Kuwejckie Siły Powietrzne miały na swoim wyposażeniu:
- 25  Mirage F1CK, 4   Mirage F1BK
- 26  A-4KU, 5 TA-4KU
- 12  BAE Hawk 64
- 1   L-100-30 (cywilna wersja Lockheed C-130 Hercules)
- 2   DC-9-32CF
- 2   Gulfstream III
- 6  Aérospatiale SA 332 Super Puma
- 10  Aérospatiale SA 330 Puma
- 27  Aérospatiale SA 342 Gazelle

Po dwóch dniach od ataku cały Kuwejt został zajęty przez wojska irackie. Do Arabii Saudyjskiej ewakuowano:
- 12 Mirage F1CK
- 17 A-4KU, 2 TA-4KU
- 5  BAE Hawk 64
- 1  L-100-30
- 10 Aérospatiale SA 342 Gazelle

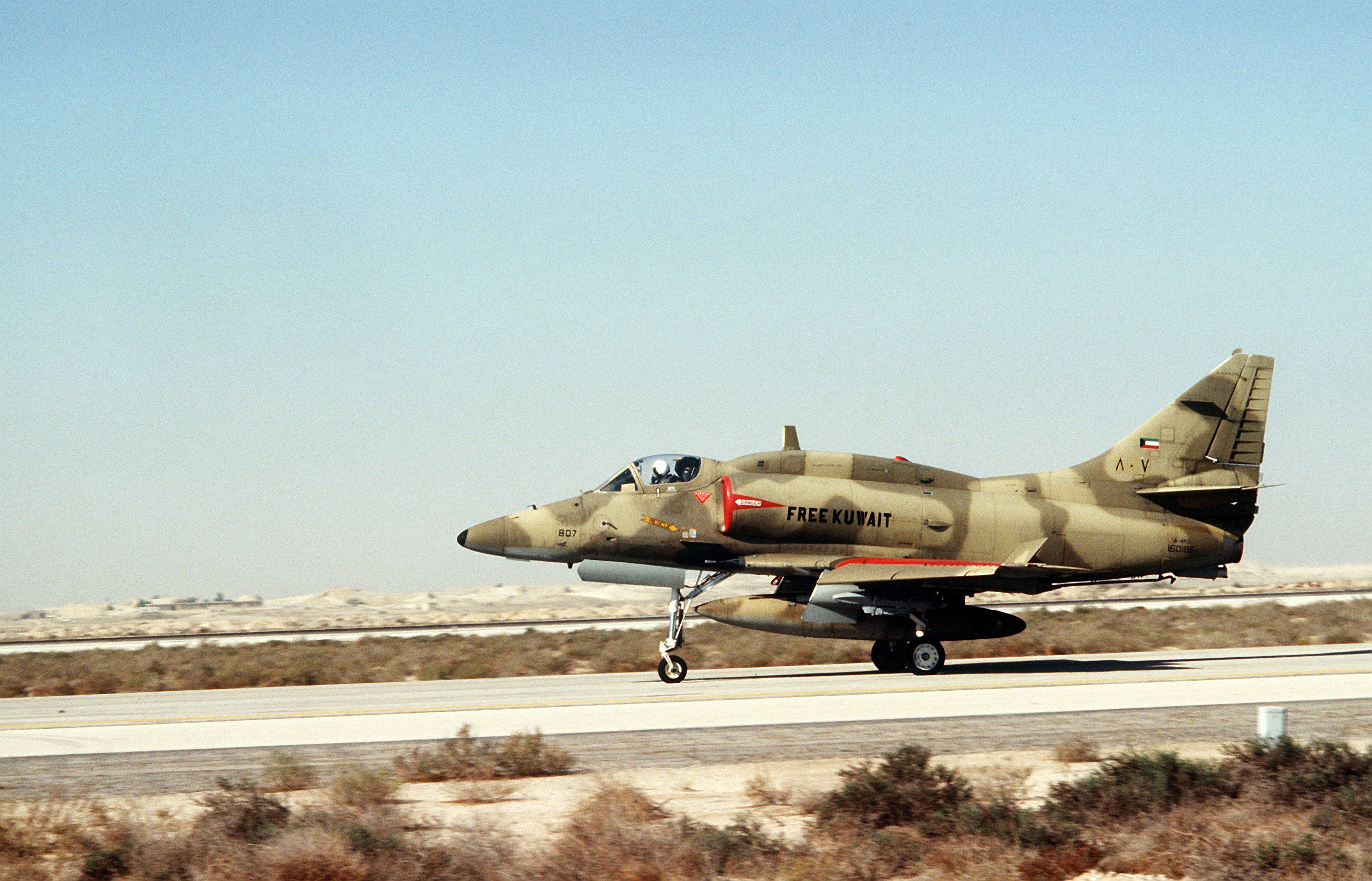
A-4KU na lotnisku w Arabii Saudyjskiej podczas I wojny w Zatoce Perskiej

Z ocalonych samolotów i śmigłowców utworzono Siły Powietrzne Wolnego Kuwejtu (Free Kuwait Air Force), które od 17 stycznia 1991 roku brały aktywny udział w wojnie o wyzwolenie własnego kraju. Do swoich kolegów z kraju dołączyli piloci, którzy wrócili ze Stanów Zjednoczonych, gdzie brali udział w szkoleniu na samolotach McDonnell Douglas F/A-18 Hornet. Piloci sił powietrznych podczas walk brali udział w ponad 1000 misjach bojowych, podczas których stracono tylko jeden samolot A-4KU – utracony 17 stycznia 1991 roku.

### Stan obecny
Po wojnie w Zatoce Perskiej Kuwejckie Siły Powietrzne pozbyły się wszystkich samolotów Mirage F1 (zastępując je F/A-18) oraz wszystkich pozostałych A-4, które zostały sprzedane do Brazylii. 
W 2015 roku stan posiadania przedstawiał się następująco:
- 27/7 McDonnell Douglas F/A-18C/D Hornet – samolot myśliwsko-szturmowy
- 10 BAE Hawk Mk 64 – treningowy
- 12 Short Tucano Mk 52 – treningowy
- 2 Boeing C-17 Globemaster III – ciężki transportowiec
- 3 Lockheed Martin KC-130 Hercules – transportowy-tankowiec
- 3 Lockheed L-100 Hercules – transportowy
- 16 Boeing AH-64D Apache – śmigłowiec szturmowy
- 6 Aérospatiale SA 330H Puma – śmigłowiec transportowy
- 4 Eurocopter AS 332M Super Puma – śmigłowiec transportowy
- 14 Aérospatiale SA 342K Gazelle – lekki śmigłowiec szturmowy
- 2 Sikorsky S-92 – śmigłowiec transportowy VIP

21 października 2015 roku premierzy Kuwejtu i Francji podpisali umowę na sprzedaż 24 egzemplarzy średnich śmigłowców transportowych H225M Caracal. Umowa o wartości 1 mld EUR zawiera też pakiet logistyczny i uzbrojenie, w tym kierowane pociski rakietowe powietrze-ziemia i powietrze-woda. Ponadto Kuwejt zagwarantował sobie możliwość dokupienia 6 maszyn.
9 sierpnia zawarto międzyrządową umowę z Francją o zakupie dodatkowych 6 śmigłowców H225M Caracal. 6 sztuk ma zostać przeznaczonych dla Gwardii Narodowej i 24 dla Sił Powietrznych. 18 egzemplarzy ma zostań doposażonych dla ratownictwa bojowego CSAR, a kontrakt obejmuje pakiety uzbrojenia, szkolenia i wsparcie eksploatacji przez 2 lata.   
Zakończone zostały w 2016 roku, wielomiesięczne negocjacje o finansowych warunkach w przetargu o samoloty Eurofighter Typhoon. 5 kwietnia podpisano umowę na kwotę 7,957 mld euro obejmującą dostarczenie 28 samolotów. Mają to być 22 sztuki jednomiejscowe i 6 szkolnych o wariancie Tranche 3. Na wyposażeniu ma się znaleźć radar AESA Captor-E, celownik Sniper ATP i system samoobrony roDASS Praetorian. Dodatkowym uzbrojeniem mają być rakiety powietrze-powietrze MBSA Meteor i IRST-T, Brimstone II i bomby GBU-12. Po zapewnieniu szkolenia personelu i infrastruktury dostawy mają trwać od końca 2019 do 2022 roku.